# (4482) Frèrebasile
(4482) Frèrebasile est un astéroïde de la ceinture principale.

## Description
(4482) Frèrebasile est un astéroïde de la ceinture principale. Il fut découvert par Alain Maury le 1er septembre 1986. Il présente une orbite caractérisée par un demi-grand axe de 2,34 UA, une excentricité de 0,2594 et une inclinaison de 24,95° par rapport à l'écliptique. Son diamètre est d'environ 7 km.

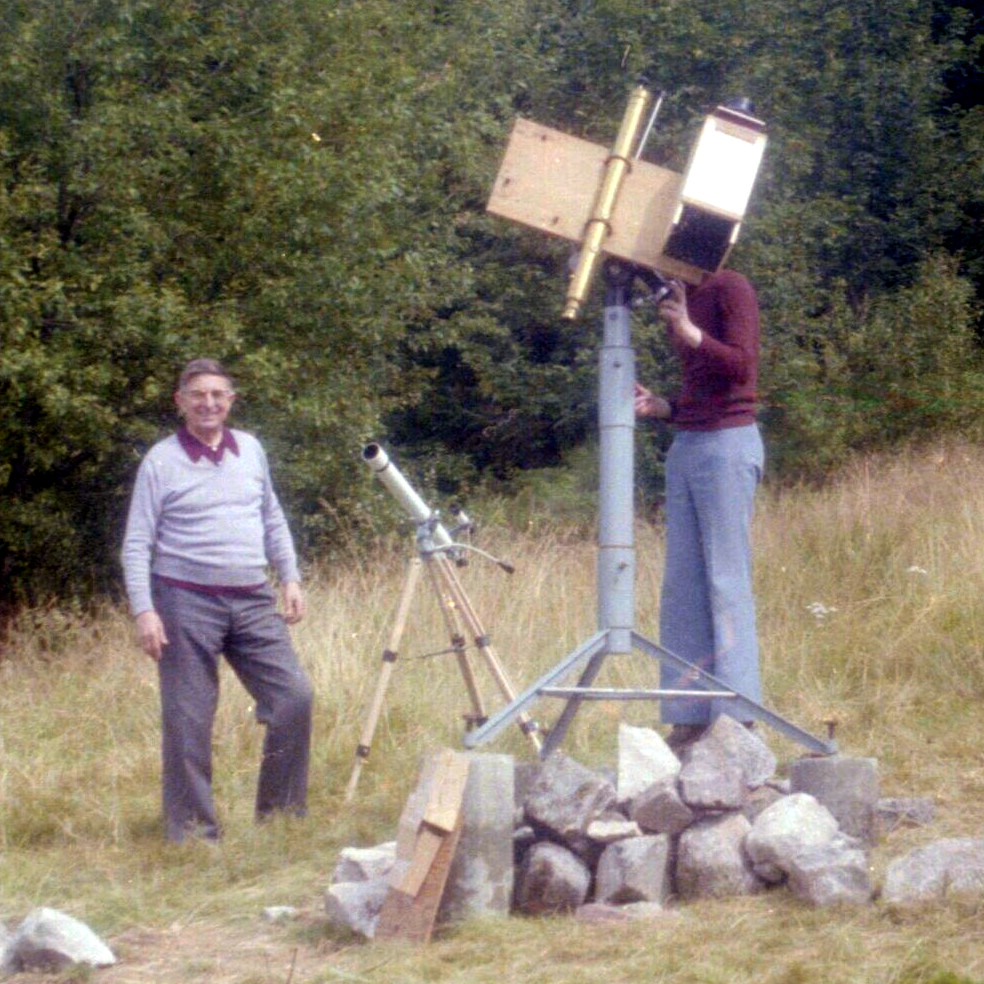
Frère Basile en 1977 à Gérardmer.

Cet astéroïde doit son nom à Nicolas Dupont, en religion frère Basile (1905-1999), professeur de mathématiques et de cosmographie au lycée Saint-Joseph à Nancy (puis Laxou), qui transmit sa passion de l'astronomie à de nombreux élèves.